# فرندشیپ (مریلند)
فرندشیپ (به انگلیسی: Friendship) شهری در ایالت مریلند کشور ایالات متحده آمریکا است که جمعیت آن در سرشماری سال ۲۰۱۰ میلادی، ۴۴۷ نفر بوده‌است.